# كوروش ديبو
كوروش ديبو هو ممثل هندي، ولد في 12 سبتمبر 1963 بمومباي في الهند.

## أعمال

### أفلام
- (2010) فرصة رقص

## وصلات خارجية
- كوروش ديبو على موقع IMDb (الإنجليزية)
- كوروش ديبو على موقع قاعدة بيانات الفيلم (الإنجليزية)